# 1897
Прекрасна епоха • Промислова революція •  Колоніальні імперії •  Національно-визвольні рухи • Робітничий рух

## Геополітична ситуація
У Російській імперії царює імператор Микола II (до 1917). Росії належить більша частина України, значна частина Польщі, Бессарабія, Закавказзя, Фінляндія, Бухарське ханство, Хівинське ханство. Україну розділено між двома державами — Королівство Галичини та Володимирії належить Австро-Угорщині, Правобережжя, Лівобережжя та Крим — Російській імперії.
В Османській імперії править султан Абдул-Гамід II (до 1909). Під владою османів перебувають Близький Схід, Середземноморське узбережжя Північної Африки частина Балкан, автономна Болгарія.
В Австро-Угорщині володарює Франц-Йосиф I (до 1916). Імперія охоплює, крім австрійських та угорських земель, Хорватію, Трансильванію, Богемію. В Німецькій імперії править Вільгельм II (до 1918). Німецька імперія має колонії в Африці та в Тихому океані.
Третя французька республіка має колонії в Алжирі, Карибському басейні, Південній Америці в Індокитаї. Королівство Іспанія формально очолює неповнолітній Альфонс XIII (до 1931). Іспанії належать частина островів Карибського басейну, Філіппіни. У Португалії править Карлуш I (до 1908). Португалія має володіння в Африці, Індії, Індійському океані й Індонезії.
У Великій Британії триває Вікторіанська епоха — править королева Вікторія (до 1901). Британська імперія має колонії в Північній Америці, на Карибах, в Африці та в Індостані. Королівство Нідерланди очолює королева Вільгельміна (до 1948). Король Данії та Норвегії — Кристіан IX (до 1906), Оскар II сидить на шведському троні (до 1907), на троні Королівства Італія — Умберто I (до 1900).
Вільям Мак-Кінлі обіймає посаду президента США. Територію на півночі північноамериканського континенту займає Канадська конфедерація (домініон Великої Британії), територія на півдні континенту належить Мексиці.
В Ірані при владі Каджари. Владу над Індостаном та Бірмою утримує Британська корона, над В'єтнамом, Лаосом і Камбоджею — Франція. У Сіамі править династія Чакрі. У Китаї володарює Династія Цін. У Японії триває період Мейдзі. Встановилася Корейська імперія.

## Події

### В Україні
- Перепис населення Російської імперії зафіксував 22 380 551 носія української мови.
- Почалося будівництво Київської річкової гавані.
- У Чернівцях та Катеринославі почав курсувати трамвай.
- У Львові створено галерею мистецтв
- Почалася перша хвиля еміграції українців до Аргентини.

### У світі
- 3 лютого почалася греко-турецька війна, яка тривала до 4 грудня.
- 18 лютого британські війська в каральній експедиції спалили місто Бенін й вивезли Бенінську бронзу.
- 27 лютого французький військовий губернатор Жозеф Галлієні відправив у заслання королеву Мадагаскару Ранавалуну III і скасував на острові монархію.
- 4 березня Вільям Мак-Кінлі приніс присягу президента США.
- 11 липня стартувала полярна експедиція Андре.
- 17 липня почалася клондайкська золота лихоманка.
- 12 вересня відбулася битва при Сарагархі, в якій гарнізон з 21 сикхів поліг, намагаючись стримати багатотисячне військо афганців.
- 12 жовтня зникла держава Чосон і проголошено Корейську імперію.
- 25 листопада Пуерто-Рико отримало автономію від Іспанії.
- 30 грудня Республіка Наталь анексувала Королівство Зулу.
- Баденівські вибори

### В суспільному житті
- У США завершилося спорудження Бібліотеки Конгресу.
- Засновано
  - Університет штату Каліфорнія в Сан-Дієго у США.
  - Кіотський університет в Японії.
  - Чжецзянський університет у Китаї.
  - Науково-гуманітарний комітет у Німеччині.
  - Компанію Oldsmobile у США.
  - Місто Белу-Оризонті у Бразилії.
  - Футбольний клуб Ювентус в Італії.
- У Санкт-Петербурзі проведено першу російську виставку афіш і плакатів.
- У Чехії, на базі лівоцентричного руху, утворилася Радикально-прогресивна партія.
- Виникла Чеська народна партія на чолі з То́машем Га́ррігом Ма́сариком.
- Відбувся Перший сіоністський конгрес.
- Запатентовано автомобільний глушник.

### У науці
- Джозеф Джон Томсон повідомив про відкриття електрона.
- Німецький хімік Фелікс Гофман винайшов ацетилсаліцилову кислоту.
- Томас Едісон запатентував кінокамеру.
- Давид Гільберт узагальнив алгебраїчну теорію чисел.
- Чарлз Скотт Шеррінгтон запровадив термін синапс.
- Гульєльмо Марконі здійснив передачу радіосигналу через Бристольську затоку.

### У мистецтві
- Брем Стокер опублікував роман «Дракула».
- Герберт Веллс надрукував роман «Війна світів».
- Відбулася прем'єра п'єси Едмона Ростана «Сірано де Бержерак».
- Зародився регтайм.
- Поль Гоген написав картину «Звідки ми прийшли? Хто ми? Куди ми йдемо?».

### У спорті
- До чемпіонату Франції з тенісу добавився жіночий турнір. Перемогла Адін Массон.
- Ґустав Гюґель виграв чемпіонат світу з фігурного катання.
- Відбувся перший Бостонський марафон.
- Гора Святого Іллі підкорилася альпіністам на чолі з Луїджі Амедео.

## Народились
Див. також Категорія:Народились 1897
- 3 січня — Дороті Арзнер, американська кінорежисерка
- 6 січня — Ференц Салаші, угорський політичний діяч
- 28 січня — Катаєв Валентин Петрович, російський письменник
- 4 лютого — Людвіг Ерхард, німецький економіст, канцлер ФРН (1963–66 рр.).
- 16 березня — Ларіон Захарович Завгородній (1897—1923), повстанський отаман, керівник (1922 р.) Другої (Чигиринсько-Звенигородської) округи Холодноярської республіки.
- 17 квітня — Торнтон Вайдлер, американський письменник, драматург
- 18 травня — Френк Капра, американський режисер італійського походження
- 12 червня — Ентоні Іден, англійський політик
- 13 червня — Пааво Нурмі, фінський бігун, дев'ятиразовий олімпійський чемпіон
- 21 червня — Кондратюк Юрій, вчений-винахідник, один з піонерів ракетної техніки і теорії космічних польотів
- 20 липня — Тадеуш Рейхштейн, швейцарський хімік, першим отримав аскорбінову кислоту
- 24 липня — Амелія Ергарт, американська льотчиця
- 9 вересня — Марія Струтинська (літ. псевд. Віра Марська), українська літературна діячка.
- 12 вересня — Ірен Жоліо-Кюрі, французький фізик, лауреат Нобелівської премії з хімії (1935) (спільно з чоловіком Фредеріком Жоліо)
- 25 вересня — Вільям Фолкнер, американський письменник
- 4 грудня — Марі Андріссен, нідерландський скульптор.

## Померли
Див. також Категорія:Померли 1897
- 3 квітня — Йоганес Брамс, німецький композитор, піаніст, диригент
- 14 лютого — Пантелеймон Куліш, український письменник, фольклорист, етнограф, перекладач, критик, редактор та видавець.